# ليزا مونروي
ليزا مونروي (بالإنجليزية: Liza Monroy)‏ (12 نوفمبر 1979، سياتل في الولايات المتحدة)؛ روائية أمريكية.